# خوسيه دي ريبيرا
خوسيه دي ريبيرا (بالإسبانية: José de Ribera) أو جوسيبه دي ريبيرا (عُمِّدَ 17 فبراير 1591 - توفي 2 سبتمبر 1652) هو رسَّام ونحّات وطّبَّاع إسباني-إيطالي أطلق عليه معاصروه لقب «الإسبانيّ الصغير» نسبة لقصر قامته. وهو من رواد المدرسة الإسبانية رغم إنجازه لمعظم أعماله اللاحقة في إيطاليا.

## بدايات حياته

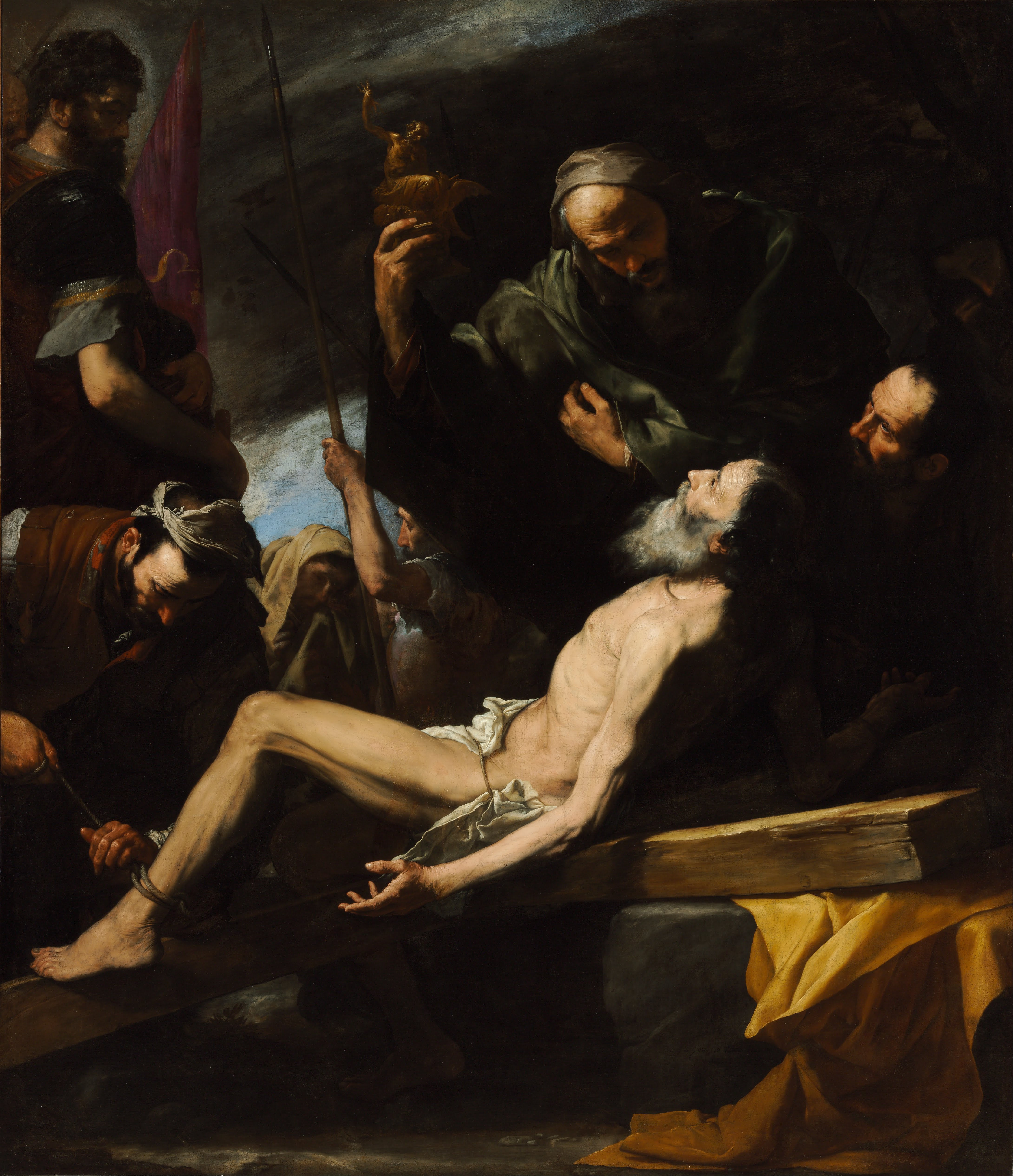
لوحة "استشهاد القديس أندرو"

ولد ريبيرا في بلدة شاطبة بالقرب من مدينة بلنسية الإسبانية وهو الابن الثاني لسيمون ريبيرا وزوجتهُ الأولى مارغاريتا كوكو. عُمِّدَ يوم 17 فبراير عام 1591. كان والدهُ صانع أحذية ويحتمل أنهُ كان مشهوراً في صنعته. أراد لهُ والداه أن يعمل مستقبلاً في مجال الأدب أو التعليم فهيآه لذلك، إلَّا أنهُ تجاهل هذه الدروس ويُقال أنه تتلمذ على يد الرَّسَّام الإسباني فرانسيسكو ريبالتا (1565-1628) في بلنسية، ولكن ليس ثمة دليل يوثّق وجود هذه الرابطة من عدمها بين ريبالتا وخوسيه دي ريبيرا. ودفعهُ تلهفه لدراسة الفن في إيطاليا إلى قصدِ روما عبر بارما وهنالك رسم لوحته «القديس مارتن والشَحّاذ» (التي فُقِدت الآن) لكنيسة سان بروسبيرو عام 1611. ووفقاً لأحد المصادر فقد لفت ريبيرا نظر أحد الكرادلة وهو يرسم من الفريسكوات على واجهة أحد قصور المدينة فقام وآواه وأنزله في داره. ولقَّبَهُ الفنانين المحليين باسم «Lo Spagnoletto» أي «الإسباني الصغير».

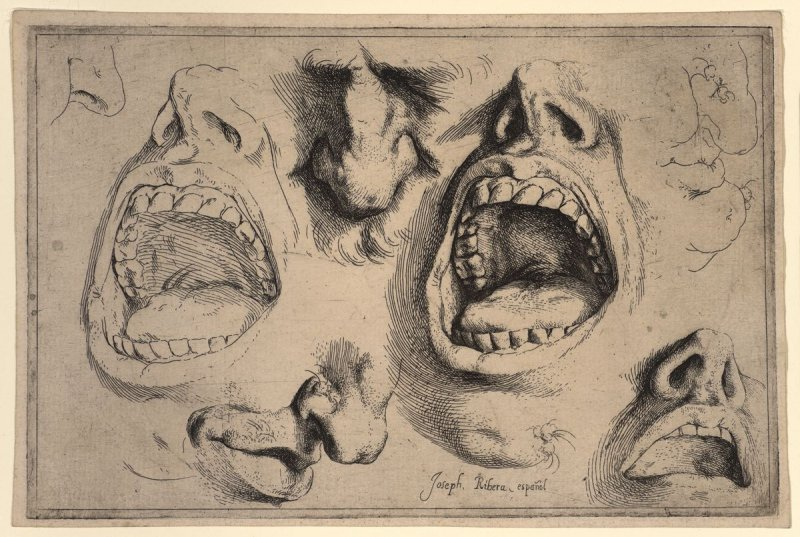
"دراسات الشكل"

يضعه أوائل كُتَّاب السير والأعلام بصفة عامة ضمن أتباع كارافاغيو. لم يصلنا عن سنوات حياته الأولى سوى القليل من المعلومات الموثَّقة ويتكهن المؤرخين حول زمن سفره بالضبط والطريق الذي سلكه حتى بلغ إيطاليا. باشر ريبيرا إقامته في روما عام 1612 أو ما قبل ذاك التاريخ ويوثَّق حقيقة التحاقه بأكاديمية سان لوقا بحلول عام 1613. قضى فترة من الزمن في شارع «فيا مارغوتا» وسط روما، ومن شبه المؤكد أنهُ مع غيره من الكارافاغيستي الذين جعلوا من روما مقصدهم حينذاك من أمثال جيرارد فان هونثورست وهندريك تير بروخن وغيرهم من الرسَّامين الأوترختيين النشطين في روما حتى عام 1615. انتقل ريبيرا إلى نابولي واستقر فيها عام 1616 لأجل تجنب دائنيه (وهذا وفقاً لما أورده المؤرخ الفني جوليو مانشيني الذي وصفه بأنه كان يعيش فوق مستوى قدراته وهذا بالرغم من دخله المادي الكبير). تزوج ريبيرا من كاتالينا أزوليني وهي ابنة الرَّسَّام جيوفاني بيرناردينو أزوليني، وساعدت الروابط التي حظي بها الأخير على إرساء اسم ريبيرا كشخصية هامة منذ البداية فكان لوجوده في نهاية المطاف أثراً راسخاً على الفن في المدينة.

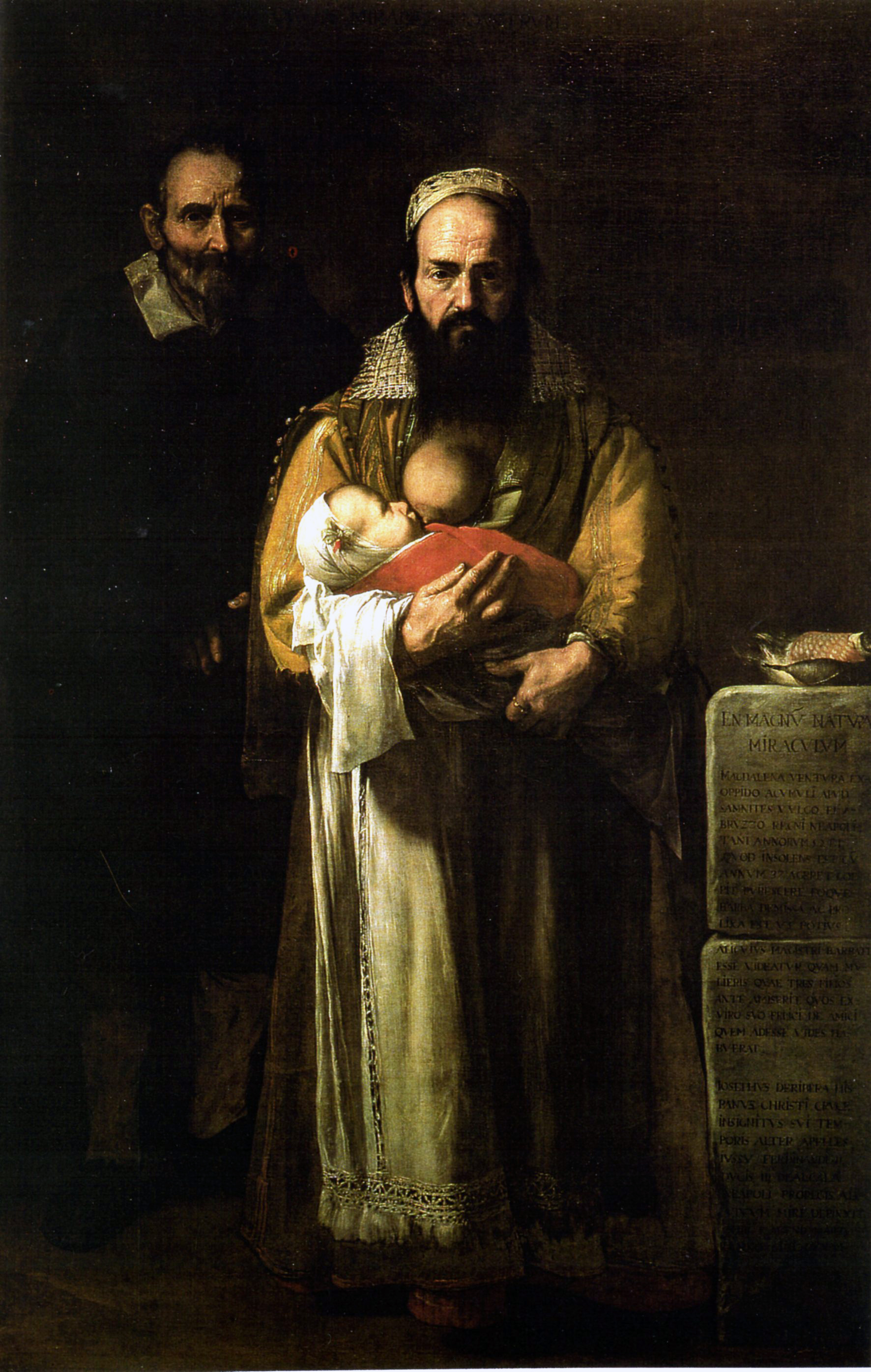
ماجدالينا فنتورا مع زوجها وابنها بريشة جوسيبي دي ريبيرا. متحف ديل برادو في مدريد.

## الفترة النابولية

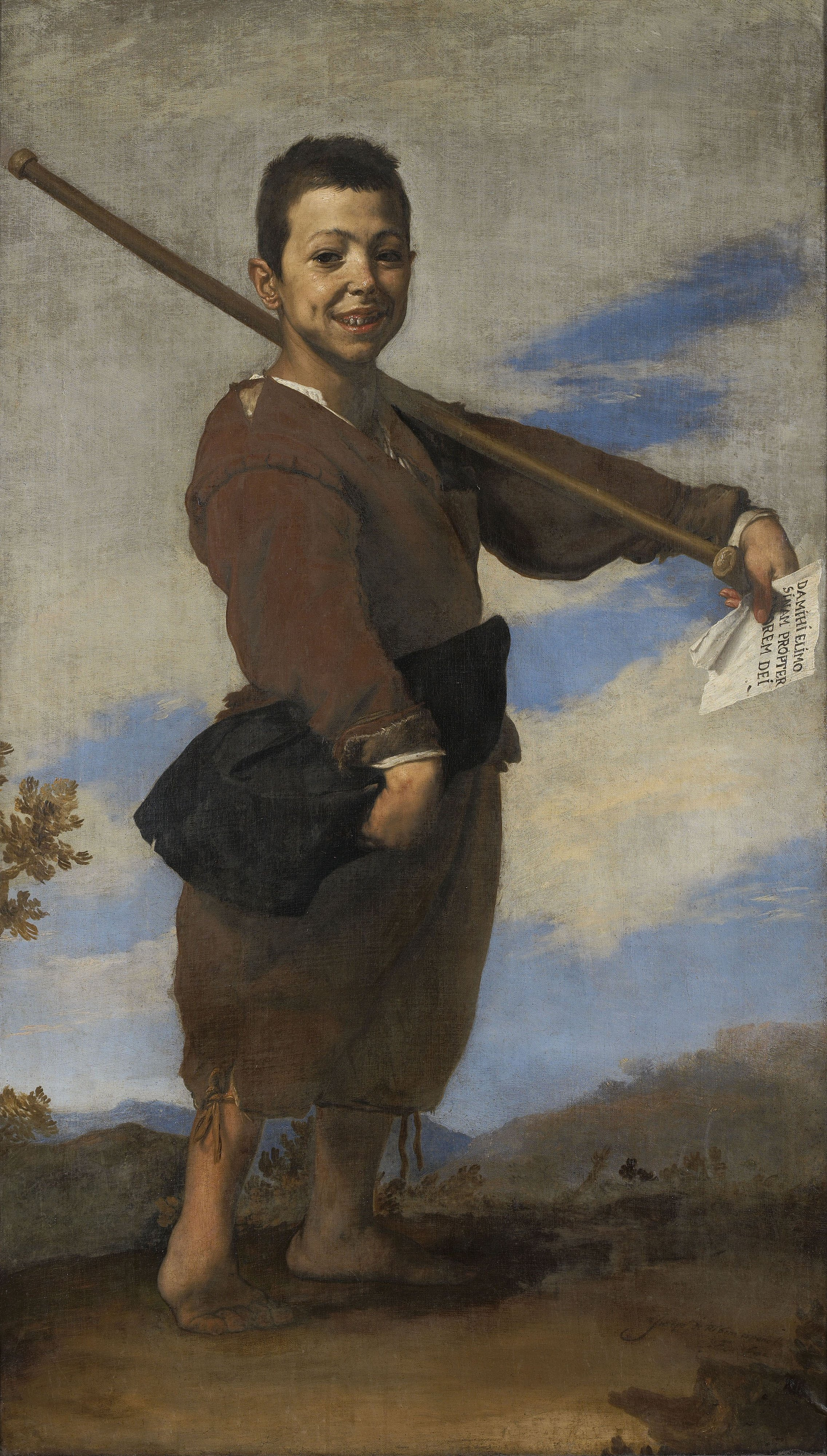
الأحنف بريشة جوسيبي دي ريبيرا. متحف اللوفر في باريس

كانت مملكة نابولي حينذاك تابعة للإمبراطورية الإسبانية وتعاقب على حكمها نواب الملوك الإسبان. استقر ريبيرا في نابولي في منتصف عام 1616. واستطاع بفضل جنسيته الإسبانية الانخراط مع الطبقة الإسبانية الحاكمة الصغيرة في المدينة بالإضافة إلى التّجار من الفلاندر المتواجدين في المدينة والتي كانت حينها إقليماً إسبانياً فمنهم مجمّعو ومتاجرو أعمال فنية بارزون.

## روابط خارجية
- خوسيه دي ريبيرا على موقع الموسوعة البريطانية (الإنجليزية)
- خوسيه دي ريبيرا على موقع ميوزك برينز (الإنجليزية)
- خوسيه دي ريبيرا على موقع إن إن دي بي (الإنجليزية)
- خوسيه دي ريبيرا على موقع ديسكوغز (الإنجليزية)